# Ernesto de la Cárcova
Ernesto de la Cárcova, né à Buenos Aires le 3 mars 1866 où il est mort le 28 décembre 1927, est un peintre argentin.

## Biographie
Il obtient une mention honorable au Salon des artistes français de 1912. 

## Galerie

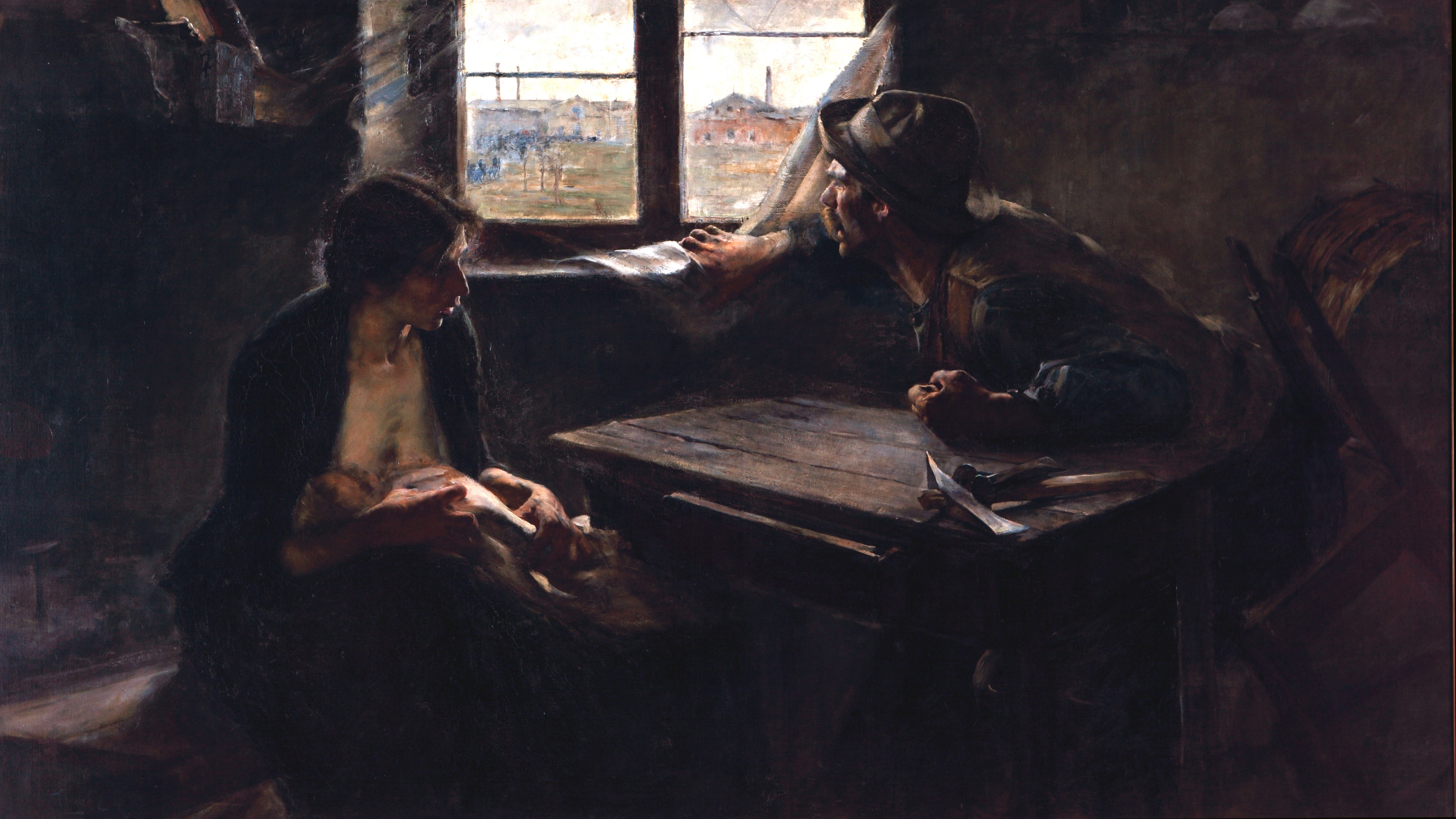
Sin pan y sin trabajo.
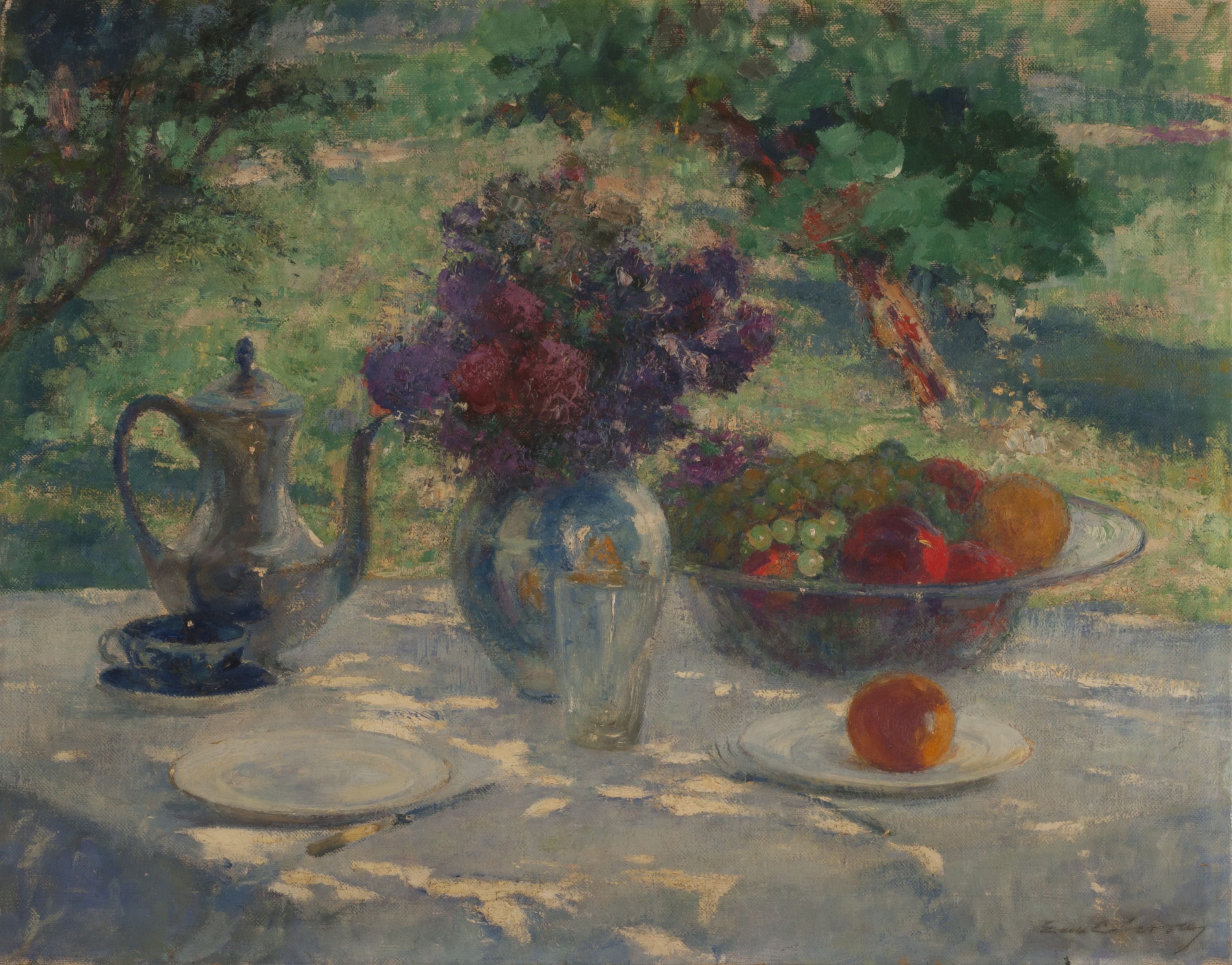
Naturaleza en silencio.
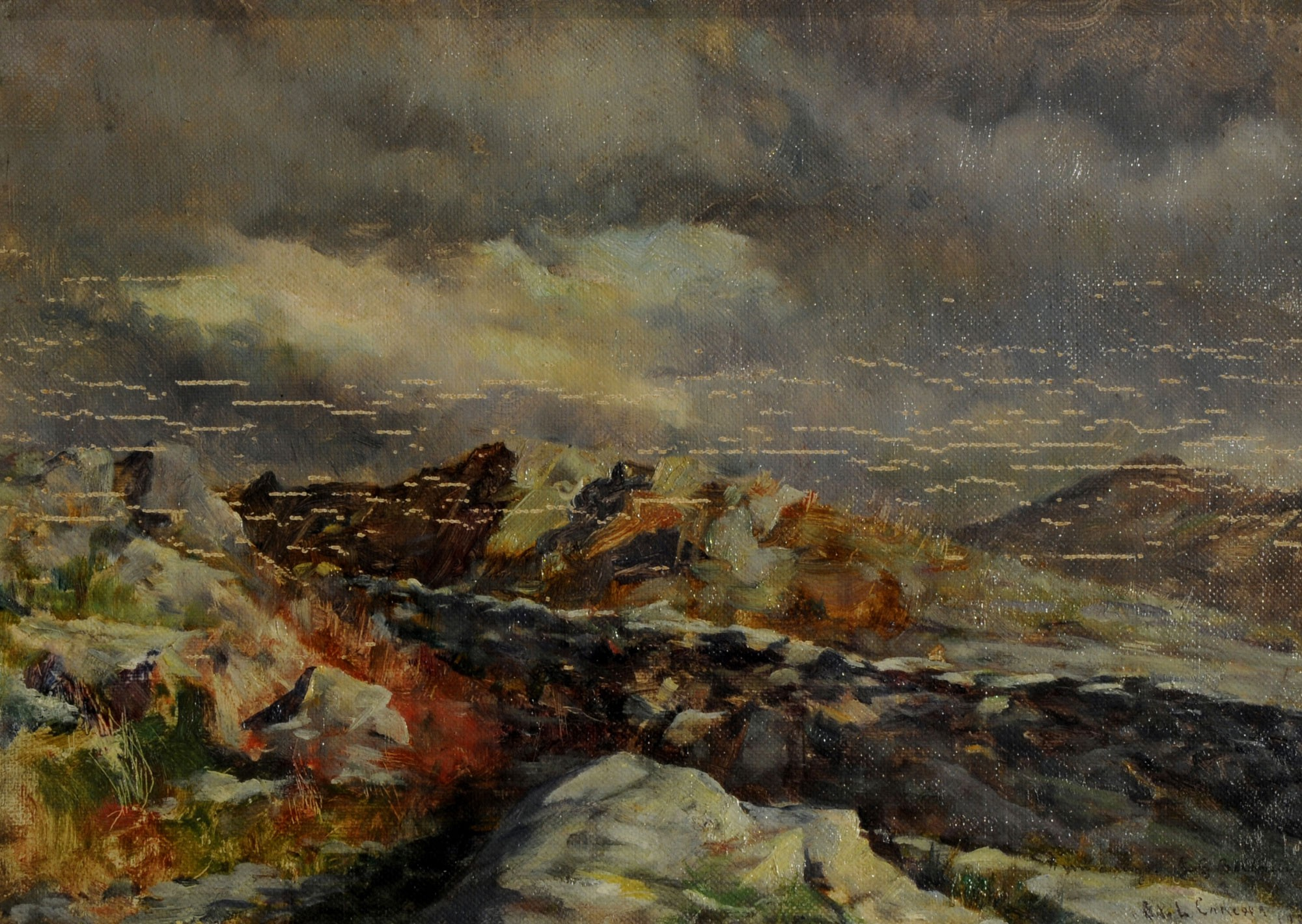
Paisaje.
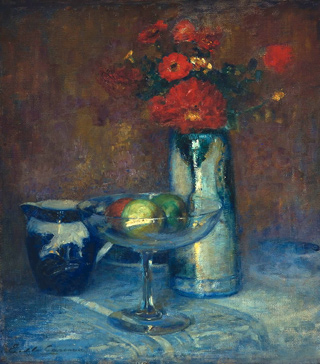
Naturaleza muerta .
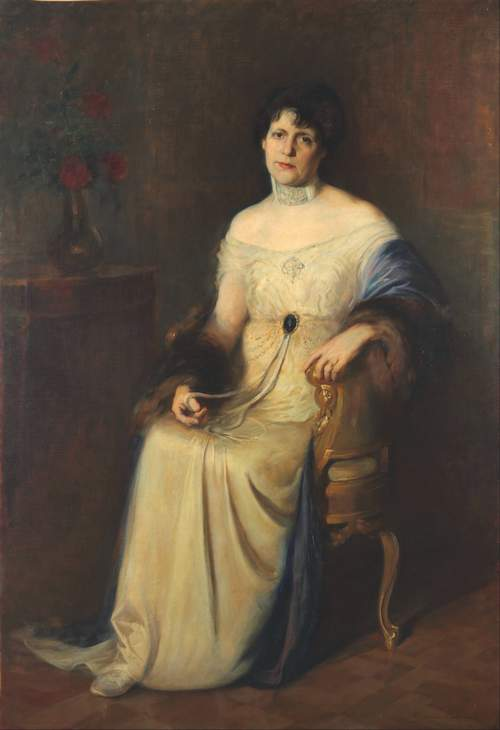